# Primera Meseta de Paraná

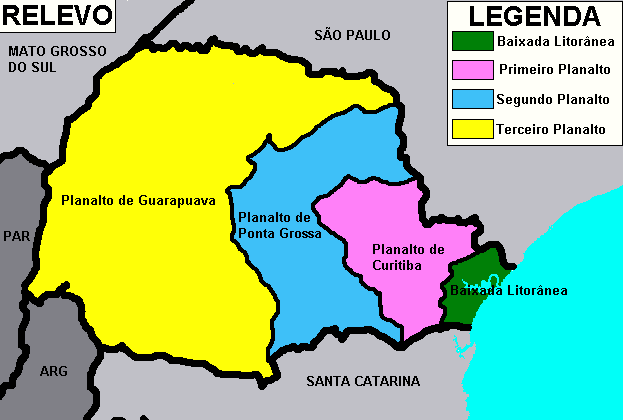
Primera Meseta de Paraná (en rosado).

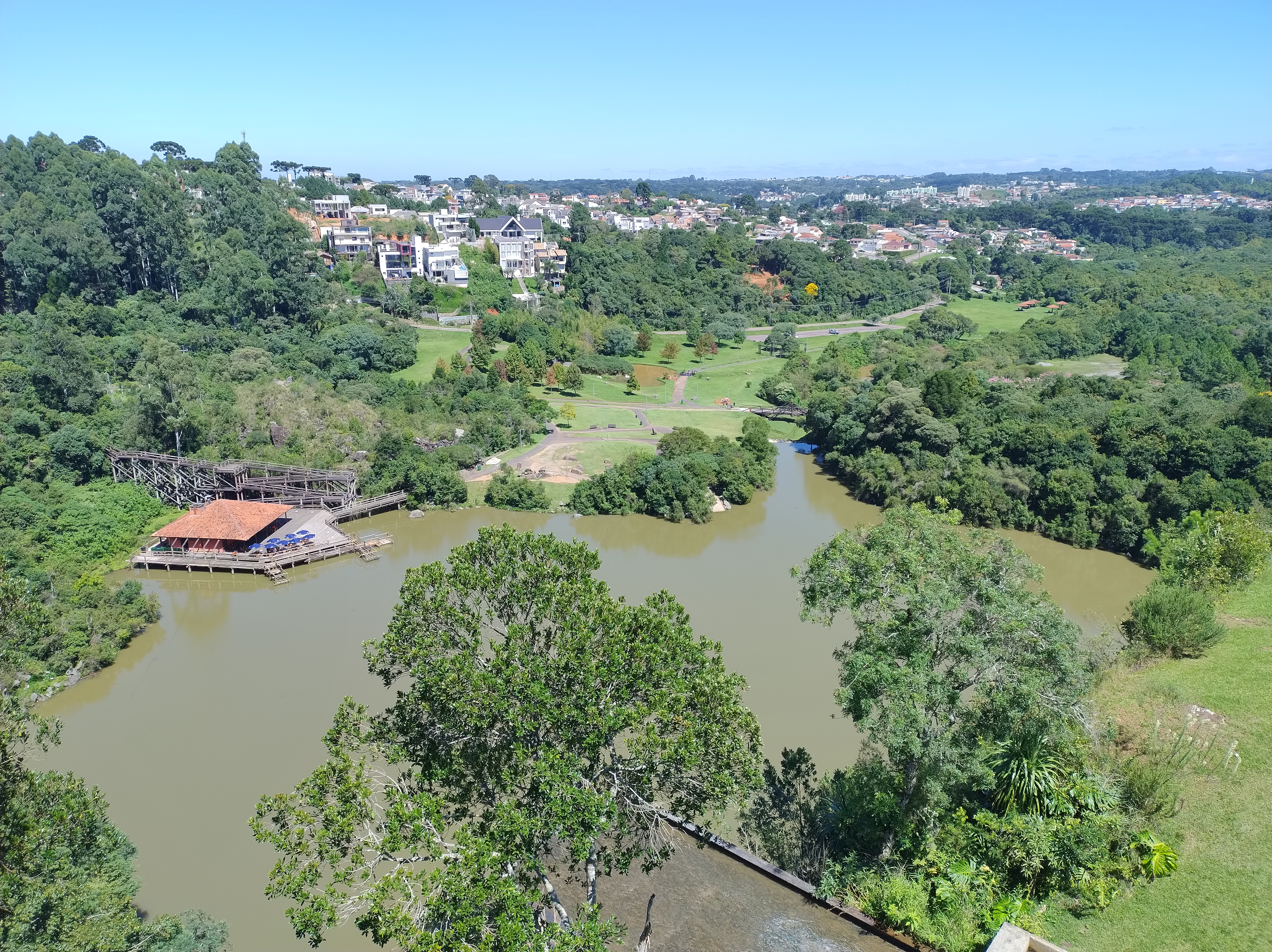
Vista parcial de la Primera Meseta de Paraná desde el Parque Tanguá.

La Primera Meseta de Paraná (también llamada Meseta Cristalina Atlántica Paranaense) es la denominación que se le da la meseta atlántica en el Estado de Paraná, en Brasil. Según el geógrafo Reinhard Maack, esta meseta forma la tercera unidad de relieve paranaense, entre la Serra do Mar y la Meseta de Ponta Grossa. Tiene frontera al este con la depresión del litoral y al oeste con la Meseta de Ponta Grossa. El clima de la región es subtropical Cfb, con veranos calientes, inviernos fríos y temperaturas que oscilan alrededor de los 17 °C e inferiores a 20 °C, lluvias torrenciales con precipitaciones superiores a 1.200mm. La principal formación vegetal es la selva de araucarias. Las principales cuencas hidrográficas son las del río Iguazú y el río Ribeira do Iguape.
Es también conocida como Meseta de Curitiba y posee un cinturón de terrenos cristalinos que se extiende de norte a sur, al oeste de la Serra do Mar, con una longitud regular de cien kilómetros y más de 900 metros de altitud. La topografía varía de escarpada, en la porción septentrional, a ligeramente ondulada, en la parte meridional. Un antiguo lago, actualmente muy sedimentado, forma parte de la cuenca sedimentaria de Curitiba.